# 김지갱
김지갱(1976년 11월 26일 ~ )은 대한민국의 모델이다. 1995년에 데뷔하였으며, 지금까지 각종 패션쇼와 유명 의류 업체의 모델로 활동하였다.